# Thomas Graggaber
Thomas Graggaber (* 11. Jänner 1981 in Salzburg) ist ein ehemaliger österreichischer Skirennläufer. Seine Spezialdisziplin war die Abfahrt. Der zweifache Abfahrts-Juniorenweltmeister fuhr im Weltcup zweimal unter die schnellsten 15 und gewann sechs Europacuprennen.

## Biografie
Der Absolvent der Skihandelsschule Schladming feierte seinen ersten großen Erfolg am 10. März 1999 bei den Junioren-Weltmeisterschaften in Frankreich, als er die Bronzemedaille in der Abfahrt gewann. In den Jahren 2000 und 2001 siegte er bei der Junioren-Weltmeisterschaft in seiner Spezialdisziplin Abfahrt. Am 15. März 2000 bestritt er beim Weltcupfinale in Bormio in der Abfahrt sein erstes Weltcuprennen, welches er als 24. beendete. Seine beste Platzierung im Weltcup erreichte Graggaber in seinem erst zweiten Weltcuprennen am 30. November 2002 in Lake Louise mit Platz elf. Diese Leistung konnte er in den nächsten Jahren nicht bestätigen. Bis Ende 2004 erreichte er in zwölf Weltcupabfahrten nur einmal die Punkteränge. Besser waren seine Ergebnisse im Europacup: Bis Jänner 2005 gewann er fünf Abfahrten und einen Super-G. In der Saison 2003/04 wurde er Erster in der Abfahrtswertung und Zweiter in der Europacup-Gesamtwertung.
Am 15. Jänner 2005 erzielte Graggaber mit Platz 15 in der Lauberhornabfahrt in Wengen auch im Weltcup wieder ein ansprechendes Resultat. In der nächsten Woche kam er im Training zur Hahnenkammabfahrt auf der Streif in Kitzbühel schwer zu Sturz, erlitt einen Serienrippenbruch und Verletzungen der Lunge sowie einen Bruch des Oberarmkopfes in der linken Schulter. Er musste knapp ein Jahr pausieren. Danach kam Graggaber vorwiegend im Europacup und seltener im Weltcup zum Einsatz. Im Weltcup erzielte er nach der Verletzungspause noch zwei Top-30-Resultate; im Europacup erreichte er in der Saison 2007/08 zahlreiche Top-10-Ergebnisse und den fünften Platz in der Abfahrtswertung. Nach der Saison 2008/09 beendete Graggaber seine Karriere.
Aktuell ist er Ski-Servicemann für Daniel Danklmaier.

## Erfolge

### Weltcup
- 2 Platzierungen unter den besten 15

### Europacup
- Saison 2001/02: 6. Gesamtwertung, 2. Abfahrtswertung
- Saison 2002/03: 6. Abfahrtswertung
- Saison 2003/04: 2. Gesamtwertung, 1. Abfahrtswertung, 6. Super-G-Wertung
- Saison 2007/08: 5. Abfahrtswertung
- 12 Podestplätze, davon 6 Siege

| Datum             | Ort                  | Land       | Disziplin |
| ----------------- | -------------------- | ---------- | --------- |
| 19. Dezember 2001 | Saalbach-Hinterglemm | Österreich | Abfahrt   |
| 13. März 2002     | La Clusaz            | Frankreich | Abfahrt   |
| 31. Jänner 2003   | Zauchensee           | Österreich | Abfahrt   |
| 4. Februar 2004   | Les Orres            | Frankreich | Abfahrt   |
| 5. Februar 2004   | Les Orres            | Frankreich | Abfahrt   |
| 11. Jänner 2005   | Bad Kleinkirchheim   | Österreich | Super-G   |

### Juniorenweltmeisterschaften
- Pra Loup 1999: 3. Abfahrt
- Québec 2000: 1. Abfahrt, 4. Super-G, 20. Riesenslalom
- Verbier 2001: 1. Abfahrt, 5. Super-G, 5. Riesenslalom

### Weitere Erfolge
- 1 Sieg im Far East Cup (Slalom 1999)
- 7 Siege in FIS-Rennen (4× Super-G, 2× Riesenslalom, 1× Abfahrt)